# Laudêmio de Petrópolis

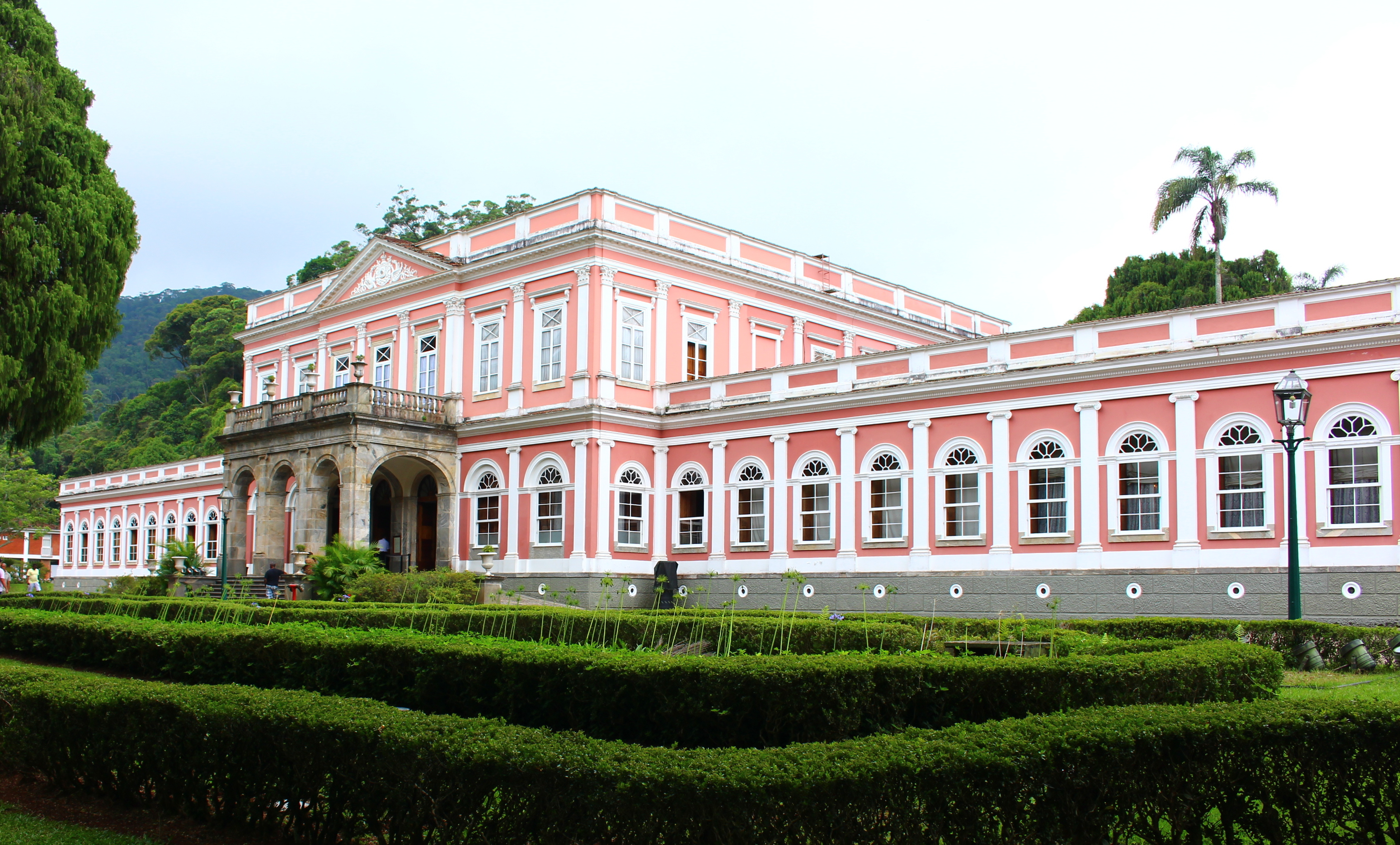
Palácio Imperial, antigo Palácio de Verão do imperador brasileiro Dom Pedro II, em Petrópolis.

O Laudêmio de Petrópolis ou "Taxa do Príncipe", é um laudêmio, ou seja, um direito previsto em lei, que estabelece um valor a ser pago aos descendentes do Ramo de Petrópolis do príncipe Pedro de Alcântara, que inclui Pedro Carlos de Orléans e Bragança e Duarte Pio de Bragança. A taxa a ser paga aos descendentes de antigos proprietários das terras da Fazenda Córrego Seco, situadas no município brasileiro de Petrópolis.
Esse direito, incorretamente confundido com um imposto, corresponde a 2,5% do valor das operações de compra e venda de imóveis nessa área, e tem de ser pago à vista à Companhia Imobiliária de Petrópolis, entidade administrada pelos descendentes de Dom Pedro II do Ramo de Petrópolis, descendente do filho mais velho da princesa Isabel, Pedro de Alcântara de Orléans e Bragança. Caso contrário, o comprador, a quem cabe o pagamento da taxa, não recebe a escritura definitiva do imóvel adquirido.  
O laudêmio recai sobre os imóveis do 1.º distrito de Petrópolis, a região central da cidade, localizada na área correspondente à Fazenda do Córrego Seco. No século XIX Dom Pedro II parcelou o terreno, cedendo à exploração da área a terceiros, que, em troca, pagariam uma taxa à família imperial toda a vez que a propriedade trocasse de mãos. Os herdeiros da família imperial reouveram na justiça o direito ao pagamento do laudêmio, pois a Fazenda Córrego Seco era uma propriedade privada da família, isto é, que não pertencia ao Estado brasileiro.   
Um detalhe é que o dito Ramo de Vassouras (descendentes de Luís de Orléans e Bragança, o filho mais novo da Princesa Isabel), não tem mais participação nesse direito, pois vendeu sua parte da herança aos membros do chamado Ramo de Petrópolis (descendentes de Pedro de Alcântara de Orléans e Bragança, o filho mais velho da Princesa Isabel), que comandam e administram a Companhia Imobiliária de Petrópolis.

## História
Muitas famílias e instituições pelo Brasil têm direito a laudêmio. Qualquer proprietário de terras que, em vez de vender suas terras ou alugá-las, as cede por meio de enfiteuse, pode ter direito a laudêmio. Também é muito comum que organismos da Igreja Católica Romana tenham enfiteuses, pois eram grandes proprietários de terras, e, para desenvolvê-las, criaram diversas enfiteuses. Exemplos de instituições que recebem enfiteuse são o Hospital dos Lázaros, o Convento de Santa Teresa, o Município do Rio de Janeiro, e o Estado do Rio de Janeiro, dentre outros.
Os descendentes da família imperial, que recebem o foro e o laudêmio em partes de Petrópolis, recebem isso à custa deles próprios. Durante o período imperial, a família imperial comprou uma fazenda, com dinheiro próprio, chamada “Fazenda Córrego Seco”. Dom Pedro I, então imperador do Brasil, tentou comprar uma fazenda chamada “Padre Correia”, mas seus herdeiros não concordaram em lhe vender a propriedade. Ele acabou comprando uma fazenda vizinha, justamente a do Córrego Seco, que na época pertencia ao Sargento-Mór José Vieira Afonso. Adquiriu a propriedade por vinte contos de réis, preço considerado muito alto para o valor real da fazenda. A escritura de compra do imóvel pelo então imperador foi assinada em 1830. O monarca — que depois de ser imperador no Brasil foi aclamado rei em Portugal — ainda comprou outras propriedades no entorno, no Alto da Serra, em Quitandinha e no Retiro, ampliando a área de sua fazenda.
Mais tarde, seu filho, Dom Pedro II, em vez de parcelar a fazenda e vendê-la em lotes, decidiu constituir enfiteuses com a finalidade de fazer com que a cidade se desenvolvesse. Além de fundar um povoado, também investiu na localidade.
No dia 16 de março de 1843, Pedro II, que estava com dezoito anos e recém-casado com a imperatriz Teresa Cristina, assinou o documento que arrendava as terras da fazenda do Córrego Seco ao Major Koeler para a fundação do que chamou de “Povoação-Palácio de Petrópolis”, em que estabelecia a cobrança da enfiteuse dos colonos moradores da região, entre outras coisas.
A enfiteuse gera muito menos dinheiro imediato que a venda ou o aluguel, mas tem como vantagem a perenidade, pois é eterna. Apesar de gerar valores ínfimos de foro, gera os 2,5% de cada venda. E, com uma vantagem: ajuda a desenvolver a cidade, e mesmo a valorizar o entorno, conforme negócios vão ocorrendo.
A família imperial perdeu o acesso ao uso de posses do Estado brasileiro com a Proclamação da República do Brasil em 15 de novembro de 1889, mas conseguiu reaver direitos sobre parte dos bens que lhes eram particulares. A propriedade da Fazenda Córrego Seco — hoje parte de Petrópolis — era absolutamente e comprovadamente da família, e não fazia parte dos bens do Estado brasileiro. Por esse motivo, os descendentes da família imperial brasileira conseguiram reaver os direitos sobre a enfiteuse, que é apenas um direito sobre uma propriedade privada, isto é, é válido a despeito de quem seja o proprietário.
O dito “Ramo de Vassouras” da família imperial brasileira não tem mais participação na questão dos foros e laudêmios, pois Pedro Henrique de Orleans e Bragança vendeu sua quota aos seu parentes do “Ramo de Petrópolis”, que comandam e administram a Companhia Imobiliária de Petrópolis.
Tramitam na Câmara dos Deputados alguns projetos de lei que propõem a extinção do laudêmio no município de Petrópolis. O tema se tornou novamente alvo de debate após as enchentes e deslizamentos de terra em Petrópolis em fevereiro de 2022, quando foi proposto um projeto de lei para destinar o laudêmio para ajudar na reconstrução da cidade.